# Upper Heyford (Oxfordshire)
Upper Heyford es un pueblo y una parroquia civil del distrito de Cherwell, en el condado de Oxfordshire (Inglaterra).

## Demografía
Según el censo de 2001, Upper Heyford tenía 1154 habitantes (592 varones y 562 mujeres). 240 de ellos (20,8%) eran menores de 16 años, 879 (76,17%) tenían entre 16 y 74, y 35 (3,03%) eran mayores de 74. La media de edad era de 33,46 años. De los 914 habitantes de 16 o más años, 294 (32,16%) estaban solteros, 448 (49,02%) casados, y 172 (18,82%) divorciados o viudos. 706 habitantes eran económicamente activos, 686 de ellos (97,17) empleados y 20 (2,83%) desempleados. Había 25 hogares sin ocupar, 506 con residentes y 7 eran alojamientos vacacionales o segundas residencias.
| 217                         | 230 | 257 | 326 | 337 | 399 | - | - | 384 | 341 | 319 | 314 | 266 | 711 | - | 1504 | 2190 |
| (Fuente: Vision of Britain) |     |     |     |     |     |   |   |     |     |     |     |     |     |   |      |      |